# David Pudelko
David Pudelko (* 6. Januar 1996) ist ein polnischer Fußballspieler.

## Karriere
Pudelko begann seine Karriere beim SV Gottsdorf/M./P. 2010 kam er in die AKA Burgenland, in der er bis 2012 spielte. Zur Saison 2012/13 wechselte er zum fünftklassigen SC Melk.
Nach drei Saisonen bei Melk wechselte er zur Saison 2015/16 zum Regionalligisten SKU Amstetten. Im Oktober 2015 debütierte er in der Regionalliga, als er am elften Spieltag jener Saison gegen die Amateure des SKN St. Pölten in der Startelf stand und in der 81. Minute durch Patrick Bruckner ersetzt wurde.
2018 stieg er mit Amstetten in die 2. Liga auf. In der Aufstiegssaison 2017/18 kam Pudelko zu 26 Einsätzen in der Regionalliga und blieb dabei ohne Treffer. Sein Debüt in der zweithöchsten Spielklasse gab er im Juli 2018, als er am ersten Spieltag der Saison 2018/19 gegen den Floridsdorfer AC in der 65. Minute für Ahmet Muhamedbegovic eingewechselt wurde. Nach der Saison 2018/19 verließ er Amstetten und wechselte zum viertklassigen SCU Kilb.